# Mușchi coborâtor al unghiului gurii
Mușchiul coborâtor al unghiului gurii (latină: musculus depressor anguli oris), numit și mușchiul triunghiular al buzelor, este un mușchi triunghiular, baza acestuia avându-și originea pe linia oblică externă a mandibulei. Fibrele ascendente converg spre vârf pentru a se insera în unghiul gurii și se combină cu fibrele mușchiului orbicular al gurii.
Prin contracție coboară comisura buzelor. Participă la producerea expresiei faciale de tristețe.
Inervatia este dată de ramura mandibulară marginală a nervului facial. Primește sânge în principal de la ramura labială inferioară a arterei faciale.